# German Pellets
Die German Pellets GmbH war der, nach eigenen Angaben, weltweit größte Produzent und Händler von Holzpellets. Das deutsche Unternehmen wurde 2005 in Wismar gegründet. Am 10. Februar 2016 wurde ein Insolvenzantrag gestellt. Am 1. Mai 2016 wurde das Insolvenzverfahren eröffnet.
Das Unternehmen wird zerschlagen.

## Insolvenz
Das Stammwerk in Wismar wurde an den Finanzinvestor Metropolitan Equity Partners verkauft. Es wird in Zukunft unter dem Namen „Wismar Pellets“ betrieben.
Die Firma J. Rettenmaier & Söhne aus Rosenberg (Baden-Württemberg) übernahm die Werke im badischen Ettenheim und im württembergischen Herbrechtingen.
Am Standort Ettenheim wird unter anderem für die Marke „wohl und warm“ produziert. Die Tochtergesellschaft Glechner Ges.m.b.H. (Markenname „Hot'ts“) wurde im April 2016 an die Familie Glechner verkauft, die die Firma gegründet und bis 2011 betrieben hatte.
Viele Tochtergesellschaften der German Pellets GmbH und weitere Firmen, die im Besitz des Firmengründers Peter Leibold waren, sind inzwischen insolvent.
Es sind dies unter anderem die Tochtergesellschaften (Name und Termin der Eröffnung des Insolvenzverfahrens)
- German Pellets Supply GmbH & Co. KG, 29.04.2016
- German Pellets Beteiligungs GmbH, 01.05.2016
- German Pellets Sachsen GmbH, 01.04.2016
- German Horse Pellets GmbH, 18.05.2016
- German Pellets Trading GmbH, 25.05.2016
- German Pellets Logistics GmbH, 25.05.2016
- German Pellets Genussrechte GmbH, 31.05.2016
- Südpell GmbH, 01.06.2016
- WOODOX Management GmbH, 17.06.2016
- FireStixx GmbH, Essenbach (Vertrieb)
- Louisiana Pellets Inc., Urania, USA (Produktion)
- Texas Pellets Inc., Woodville, USA (Produktion)[8]

Der Kaminofenhersteller Kago, Neumarkt (Oberpfalz) befand sich im Privateigentum des Ex-Geschäftsführers Peter Leibold, war aber keine Tochtergesellschaft der German Pellets GmbH.
Die Unternehmensgruppe finanzierte ihr Wachstum durch den Verkauf von Anleihen und Genussrechten, insgesamt im Nennwert von mehr als 270 Millionen Euro, an mindestens 17.000 Anleger.
Neben den Geldern aus Deutschland wurden auch noch 540 Mio. US-Dollar von Anlegern in den USA eingeworben. Auf Grund der Insolvenz müssen die Kapitalgeber in Deutschland mit einem Totalverlust der angelegten Gelder rechnen.
Die Staatsanwaltschaft ermittelt inzwischen gegen Peter Leibold wegen „Verletzung von Eigentumsrechten“.

## Geschichte
Die German Pellets GmbH wurde 2005 von Peter Leibold gegründet. Er war, gemeinsam mit seiner Ehefrau Anna Kathrin Leibold, Eigentümer.
Im „Holzcluster Wismar“ mit direkter Anbindung an den Seehafen entstanden 2005 das erste Werk und die Zentrale der German Pellets GmbH. Das Unternehmen produzierte zeitweise an 19 Standorten in Deutschland, Österreich und den USA Holzpellets und Tiereinstreuprodukte. Es hatte Absatzstrukturen in mehreren europäischen Ländern. Von 2005 bis Juli 2008 begünstigte ein steigender Ölpreis die Geschäfte (Allzeithoch am 3. Juli 2008: 143,95 US-Dollar); dann fiel der Ölpreis und erreichte am 26. Dezember 2008 einen Preis von unter 34 US-Dollar.
Zur Gruppe gehör(t)en unter anderem folgende Firmen
- German Horse Pellets GmbH
- German Pellets Wärme GmbH
- German Pellets Genussrechte GmbH
- die Hot'ts-/Glechner-Gruppe aus Mattighofen in Österreich (von 2012 bis April 2016)
- die FireStixx Holzenergie GmbH, Essenbach und deren Tochtergesellschaft HEIZWERT GmbH, Waldneukirchen, Österreich[13].

Die Unternehmensgruppe gab (im August 2013) an, über eine Produktionskapazität von rund 2,2 Mio. Tonnen Pellets pro Jahr zu verfügen.

## Geschäftsfeld
German Pellets produzierte Holzpellets unterschiedlicher Qualitäten für Kleinfeuerungsstätten wie Pelletheizungen und Pelletöfen, für Industriekesselanlagen zur Wärmeversorgung im Wohnungsbau, in Industrie, Gewerbe und Kommunen und für (Heiz-)Kraftwerke. Darüber hinaus war German Pellets Hersteller von Tiereinstreuprodukten auf Holzbasis. Als Contractor plante, baute und betrieb die Unternehmenstochter German Pellets Wärme GmbH Pellet-Heizungssysteme für Großverbraucher wie Schulen, Krankenhäuser, Wohnungsbau, Gewerbe und Industrie. German Pellets produzierte an einigen Standorten grünen Strom in Kraft-Wärme-Kopplungsanlagen. Mit Genussrechten bot German Pellets zudem Kapitalanlagen im Bereich Erneuerbare Energien an.

### Herstellung von Pellets
Die Ausgangsrohstoffe – Sägespäne, Hackschnitzel, Kappholz und Rundholz – werden auf eine einheitliche Korngröße (Span) gemahlen und getrocknet. Die Masse wird unter hohem Druck durch Stahlmatrizen gepresst. Das holzeigene Lignin sorgt als Bindemittel für die Festigkeit der Pellets. Holzpellets sind ein genormtes Produkt mit definierten Eigenschaften hinsichtlich Größe, Form und Inhaltsstoffen.

### Pelletqualität
Mit „PowerPlus“ bietet German Pellets ein unter technischen Gesichtspunkten umstrittenes Zusatzverfahren für Holzpellets an, das sich positiv auf die Qualität der Pellets auswirken soll.

## Standorte

### Standorte in Deutschland
| Standort       | Bundesland             |
| -------------- | ---------------------- |
| Wismar         | Mecklenburg-Vorpommern |
| Herbrechtingen | Baden-Württemberg      |
| Ettenheim      | Baden-Württemberg      |
| Erndtebrück    | Nordrhein-Westfalen    |
| Torgau         | Sachsen                |
| Löbau          | Sachsen                |
| Oranienbaum    | Sachsen-Anhalt         |
| Osterfeld      | Sachsen-Anhalt         |
| Wilburgstetten | Bayern                 |
| Pfarrkirchen   | Bayern                 |
| Wunsiedel      | Bayern                 |

### Standorte in Österreich
| Standort         | Bundesland     |
| ---------------- | -------------- |
| Mattighofen      | Oberösterreich |
| Oberweis/Gmunden | Oberösterreich |
| Abtenau          | Salzburg       |

### Standorte in den USA
| Standort    | Bundesstaat |
| ----------- | ----------- |
| Woodville   | Texas       |
| Urania      | Louisiana   |
| Port Arthur | Texas       |

### FireStixx-Partnerwerke in Deutschland
| Standort    | Bundesland |
| ----------- | ---------- |
| Hengersberg | Bayern     |
| Ingolstadt  | Bayern     |
| Vilshofen   | Bayern     |

## Pellet-Vertrieb
German Pellets vertreibt seine Holzpellets in Deutschland und Österreich selbst oder über eigene Tochtergesellschaften.
Darüber hinaus wurden Brennstoffhändler beliefert, die teilweise Vertragshändler von German Pellets oder FireStixx waren.

## Tochtergesellschaften
Zur German Pellets-Gruppe gehörten die German Horse Pellets GmbH, die German Pellets Wärme GmbH sowie die German Pellets Genussrechte GmbH, außerdem die österreichische Hot’ts-/Glechner-Gruppe. 2011 wurde die FireStixx Holz-Energie GmbH, 2014 die österreichische Heizwert GmbH (rückwirkend zum 1. Januar 2013) sowie die Firma München-Pellets übernommen.
Am 4. Februar 2016 meldete die FireStixx Holz-Energie GmbH Insolvenz an.

### German Horse Pellets GmbH
Die German Horse Pellets GmbH wurde 2008 gegründet und ist spezialisiert auf die Entwicklung und den Vertrieb von natürlichen Tiereinstreu-Produkten.

Logo der German Horse Pellets GmbH

Die Einstreuprodukte (Späne, Granulate und Pellets) für Pferde, Großtiere und Kleintiere werden in den Produktionsstandorten Wismar (Mecklenburg-Vorpommern) und Wilburgstetten (Bayern) hergestellt. Die Produkte basieren auf naturbelassenen Rohstoffen und werden ohne Ergänzung von Zusatzstoffen verarbeitet.
Die German Horse Pellets GmbH engagiert sich darüber hinaus im Reitsport. Im Oktober 2009 wurde der Reitverein RV German Horse Pellets e.V. gegründet. Seit 2010 gibt es die German Horse Pellets Tour – eine Springprüfung auf S-Niveau für die Leistungsklassen 2 und 3 in den 17 Landesreiterverbänden in Deutschland. Die German Horse Pellets GmbH kooperiert mit zahlreichen Sportlern und Vereinen in der Reitszene, ist Hauptsponsor von André Thieme, Daniel Heuer und Hans-Dieter Dreher und offizieller Spänelieferant des Deutschen Olympiade-Komitees für Reiterei, kurz DOKR.

### German Pellets Wärme GmbH

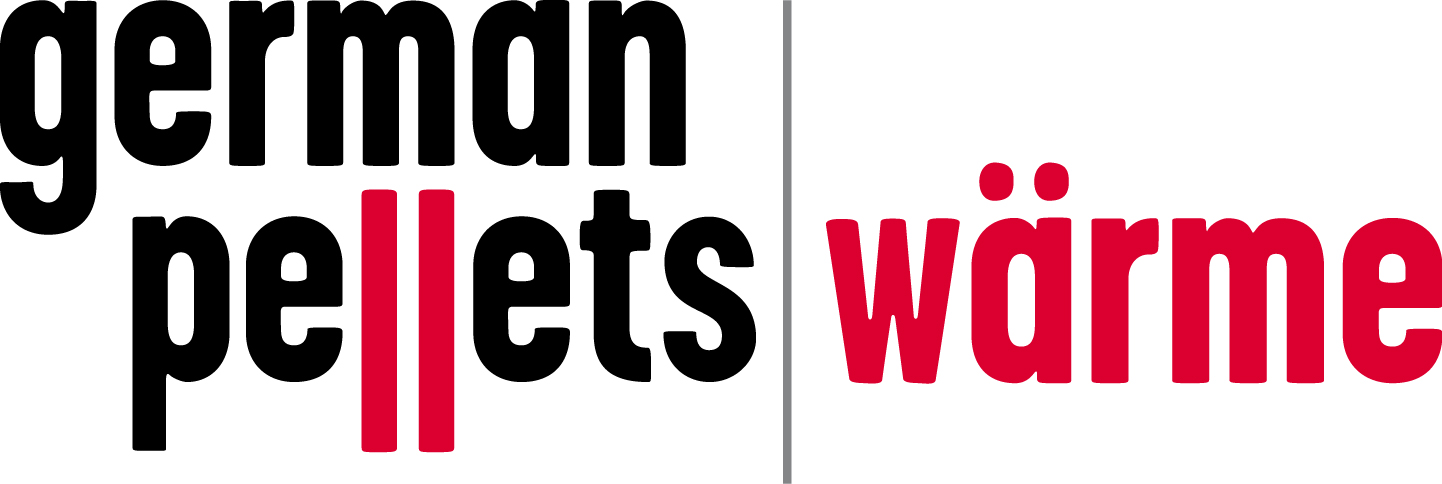
Logo der German Pellets Wärme GmbH

Die German Pellets Wärme bietet Wärmekomplettpakete an. Als Contractor plant, baut und finanziert die German Pellets Wärme dabei alle Maßnahmen, die für den Umbau, die Einrichtung oder Erstellung einer Holzpellet-Energieanlage erforderlich sind. Die Inbetriebnahme und das Betreiben der Anlage sind ebenso mit inbegriffen wie die Wartung und Serviceleistungen. Der Kunde zahlt für den abgenommenen Wärmepreis. German Pellets Wärme ist ein Gemeinschaftsunternehmen der German Pellets GmbH und der GETEC AG.

### German Pellets Genussrechte GmbH

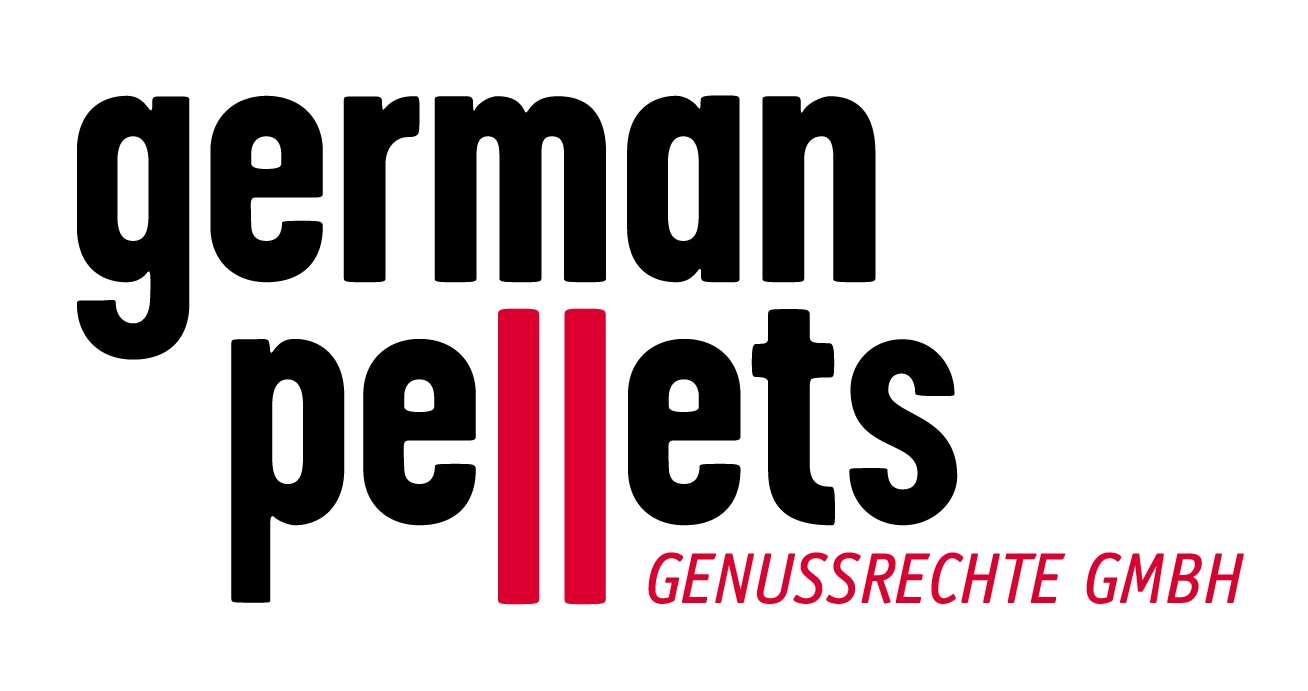
Logo der German Pellets Genussrechte GmbH

Die German Pellets-Gruppe ist seit 2010 am Kapitalmarkt aktiv. Über die German Pellets Genussrechte GmbH bietet der Pelletproduzent privaten Investoren an, in Holzpellets als Geldanlage zu investieren. Der Zinssatz für Genussrechte von German Pellets liegt bei 8 % p. a. (ergebnisabhängig). Die Mindestzeichnungssumme beträgt 2.500 Euro. 2013 zahlte das Unternehmen zum dritten Mal in Folge den prospektierten Zinssatz aus. Das am Kapitalmarkt akquirierte Geld wird als Co-Finanzierung für Projekte der German Pellets-Gruppe verwendet und ergänzt damit die klassischen Finanzierungsinstrumente. Holzpellets als Geldanlage zählen zu den grünen Geldanlagen bzw. den so genannten ethischen Investments. Diese Form der Finanzierung auf dem „Grauen Kapitalmarkt“ ist für Anleger mit erheblichen Risiken verbunden. Am 5. Februar 2016 wurde das Angebot der Genussrechte aufgrund der ungesicherten Refinanzierung vorzeitig beendet.

### FireStixx Holz-Energie GmbH

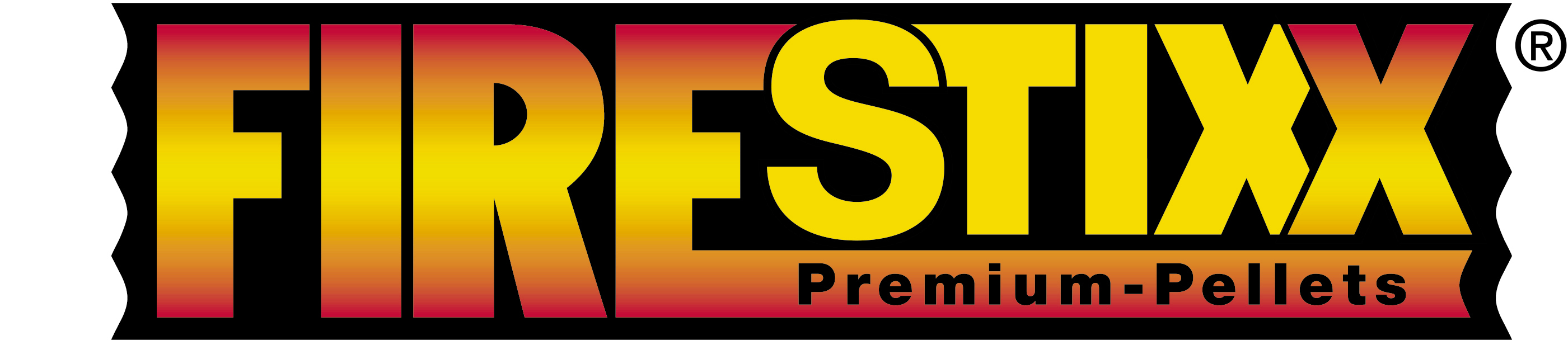
Logo der FireStixx Holz-Energie GmbH

Die FireStixx Holz-Energie GmbH ist aus der vor über 50 Jahren gegründeten Blieninger-Gruppe, Vilsbiburg, hervorgegangen, die sich seit Bestehen mit dem Handel und der Veredelung von Sägerestholz beschäftigt. Seit 2001 konzentriert sich das Unternehmen auf den Handel und die Produktion von Holzpellets. Zu FireStixx gehört ein Netzwerk von Pellethändlern und Pelletproduzenten. 2011 wurde FireStixx in die German Pellets-Gruppe integriert. Am 4. Februar 2016 stellte die FireStixx Holz-Energie GmbH beim Amtsgericht Landshut Antrag auf Eröffnung eines Insolvenzverfahrens in Eigenverwaltung.

### Glechner GesmbH

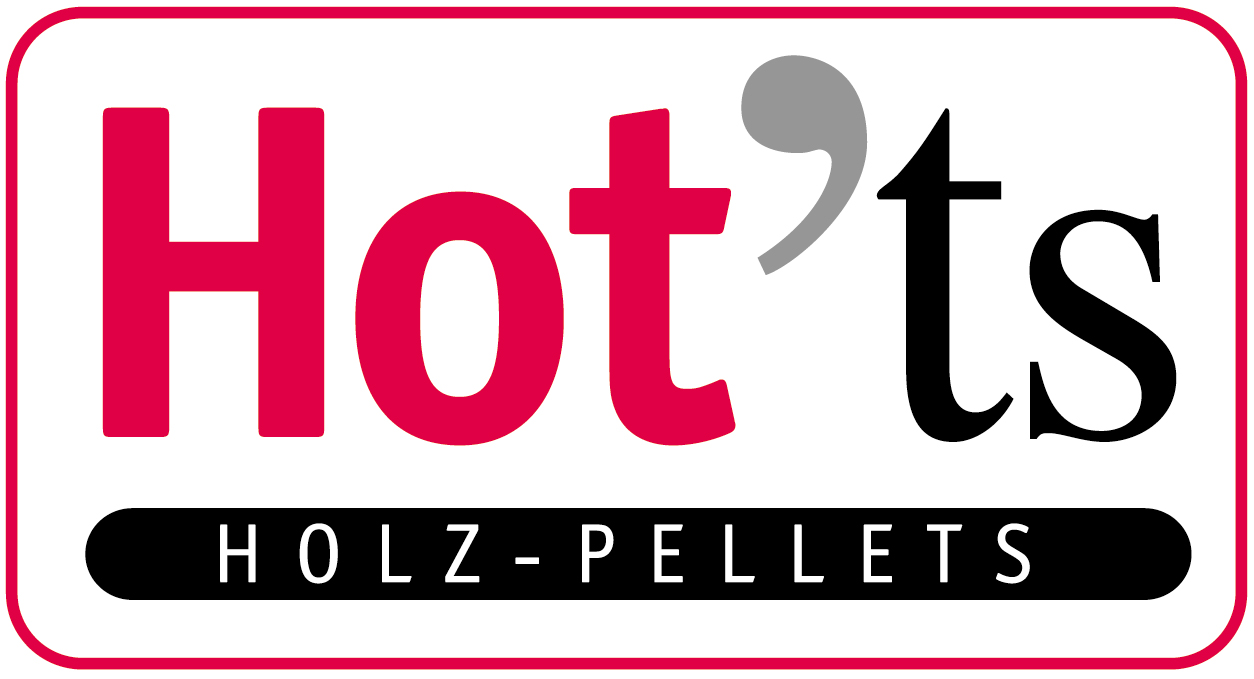
Logo der Glechner GesmbH

Die Hot’ts-/Glechner-Gruppe zählt zu den Pionieren der mitteleuropäischen Holzpellet-Industrie. Seit 1996 beschäftigt sich das Unternehmen, einst ein Mühlenbetrieb, mit der Erzeugung und Vermarktung von Holzpellets. Seit 1. Januar 2012 gehörte Hot’ts zur German Pellets-Gruppe.